# Reixac (Mieres)
Reixac és un mas al terme municipal de Mieres (Garrotxa) catalogat a l'Inventari del Patrimoni Arquitectònic de Catalunya. El mas Reixac és un dels més importants de la Vall de Sant Andreu de Ruïtlles.
Està situat sota els contraforts de la Serra de Finestres. És de planta rectangular i ampli teulat a dues aigües amb els vessants vers les façanes laterals. Disposa de baixos amb bonica porta central de carreus ben tallats, pis, amb una galeria de vuit arcades de mig punt que mira a la façana de migdia. Aquesta planta està destinada a l'habitatge i s'organitza a partir d'una gran sala de convit de la qual parteixen les nombroses portes que menen a les cambres i d'altres dependències. Antigament, el segon pis era igualment destinat a l'habitatge, disposants d'una galeria formada per 11 arcades de mig punt que miren a migdia. El mas Reixac fou bastit amb pedra menuda del país, llevat dels carreus cantoners i dels emprats per fer algunes de les obertures. Actualment els seus paràmetres exteriors han estat emblanquinats.